# Giuseppe Ambrosino
Giuseppe Ambrosino Di Bruttopilo (Procida, Nápoles, Italia, 10 de julio de 2003) es un futbolista italiano. Juega de delantero y su equipo actual es la  S. S. C. Napoli de la Serie A de Italia.

## Trayectoria
Se formó en el fútbol base del Procida, club de su isla natal; en 2013 entró en el sector juvenil del  Napoli. En la temporada 2021-22 fue el máximo goleador del Campionato Primavera 1 y fue premiado por Sportitalia como el mejor delantero del campeonato.
El 1 de septiembre de 2022 fue cedido temporalmente al Como. Marcó su primer gol en la Serie B el 18 de diciembre en el partido contra la Ternana (terminado 3 a 0 a favor del Como). Sin embargo, debido a la escasez de minutos de juego, el Napoli decidió interrumpir el préstamo durante la ventana de mercado invernal y lo envíó cedido al Cittadella hasta el final de la temporada, donde acumuló 15 apariciones y 1 gol.
Al término de la temporada regresó al Napoli, que sin embargo lo cedió nuevamente en préstamo en la Serie B, esta vez al Catanzaro. El 24 de julio de 2024, fue cedido otra vez temporalmente a la segunda división italiana, esta vez al Frosinone.

## Selección nacional
Ha sido internacional con las selecciones sub-19, sub-20 y sub-21 de Italia.
En particular, en junio de 2022 fue convocado por el seleccionador Carmine Nunziata con la selección sub-19 de Italia para el Campeonato Europeo de la categoría en Eslovaquia, donde anotó 1 gol y contribuyó a que Italia llegara a las semifinales, en las que perdieron contra Inglaterra. Durante la temporada 2022-23, representó a la selección italiana con la sub-20 y contribuyó a la victoria en la Under 20 Élite League con 3 goles, convirtiéndose en el máximo goleador oficial del torneo. En mayo de 2023 participó en la Copa Mundial de la categoría en la Argentina, donde anotó 1 gol; Italia fue la subcampeona del Mundial, perdiendo la final contra Uruguay.

## Estadísticas

### Clubes
Actualizado al último partido disputado el 1 de mayo de 2024.
| Club                      | Div.          | Temporada        | Liga  | Liga  | Copa  | Copa  | Internacional | Internacional | Total | Total |
| Club                      | Div.          | Temporada        | Part. | Goles | Part. | Goles | Part.         | Goles         | Part. | Goles |
| ------------------------- | ------------- | ---------------- | ----- | ----- | ----- | ----- | ------------- | ------------- | ----- | ----- |
| S. S. C. Napoli · Italia  | 1.ª           | 2021-22          | 0     | 0     | 0     | 0     | 0             | 0             | 0     | 0     |
| Como 1907 · Italia        | 2.ª           | 2022-enero 2023  | 4     | 1     | 0     | 0     | 0             | 0             | 4     | 1     |
| A. S. Cittadella · Italia | 2.ª           | enero-junio 2023 | 15    | 1     | 0     | 0     | 0             | 0             | 15    | 1     |
| U. S. Catanzaro · Italia  | 2.ª           | 2023-2024        | 28    | 3     | 0     | 0     | 0             | 0             | 28    | 3     |
| Frosinone Calcio · Italia | 2.ª           | 2024-2025        | 0     | 0     | 0     | 0     | 0             | 0             | 0     | 0     |
| Total carrera             | Total carrera | Total carrera    | 47    | 5     | 0     | 0     | 0             | 0             | 47    | 5     |